# Crocidura umbra
Crocidura umbra és una espècie d'eulipotifle de la família de les musaranyes. És endèmica de l'illa de Java (Indonèsia). Té una llargada de cap a gropa de 63–71 mm, una cua de 47–58 mm, els peus d'11–13 mm i un pes de fins a 7,2 g. El seu nom específic, umbra, pot significar tant ‘fantasma’ (en referència al descobriment d'aquesta espècie a la part més explorada de Java) com ‘ombra’ (en referència a la seva localitat tipus, situada a l'ombra del mont Gede).